# Parnaíba
Parnaíba és el segon municipi brasiler més habitat de l'estat de Piauí, amb població estimada en 183.482 residents el juliol de 2020.
És un dels quatre municipis litorals de l'estat (junt amb Ilha Grande, Luís Correia i Cajueiro da Praia). És el portal d'entrada del Delta del riu Parnaíba, de qui pren el nom i és popularment coneguda com Capital del Delta.
La ciutat presenta gran valor històric pel Piauí, amb incomptables monuments que forman part del patrimoni material protegit per l'IPHAN, principalment en les proximitats de Porto das Barcas.

## Història
Aquesta regió era poblada per l'indis tremembes. El 1607 va arribar una expedició de bandeirantes, jesuïtes i investigadors per reconèixer aquesta regió entre el riu Igaraçu i la serra d'Ibiapaba.
Parnaíba va sorgir de la unió de dos poblats: Testa Branca i Porto das Barcas. Testa Branca era una gran masia de cria de bestiar, que va aplegar una petita comunitat al seu voltant. Porto das Barcas, que anteriorment s'havia conegut com Porto Salgado, era un llogarret situat al marge dret del riu Igaraçu (un dels braços formats al delta del Parnaíba) que prosperava gràcies al comerç. El 1711, el coronel Pedro Barbosa Leal i alguns habitants van construir una petita capella consagrada a la Verge de Montserrat. El 1758, el portuguès Domingos Dias da Silva va arribar a la regió, va adquirir gran quantitats de terres i va començar a produir charque (carn assecada i salada), d'aquí el nom de Porto Salgado ("port salat"). Exportava el producte a Lisboa i importava altres mercaderies de volta i, com el negoci va anar creixent, va decidir construir un port millor equipat, el Porto das Barcas ("port de les barques").
El 1762, el poblat de Testa Branca va ser batejat amb el nom de villa de São João de Parnaíba. Però, com São João anava gradualment perdent població en favor del port, quan l'any 1801 es va crear el Districte de Parnaíba, unint totes dues poblacions, la seu designada fou l'antic Porto das Barcas. El 14 d'agost de 1844, Parnaíba va ser elevada a la categoria de ciutat, el mateix any en què va iniciar-se la construcció de la catedral barroca de Nossa Senhora da Graça, patrona de la ciutat.